# Table des caractères Unicode/U16AD0
Cette page contient des caractères spéciaux ou non latins. S’ils s’affichent mal (▯, ?, etc.), consultez la page d’aide Unicode.
Table des caractères Unicode U+16AD0 à U+16AFF.

## Vah bassa(Unicode 7.0)
Caractères utilisés pour l’écriture alphabétique vah bassa (monocamérale). Consonnes, voyelles, marques de ton diacritiques, signe de ponctuation.

### Table des caractères
| en fr   | 0 | 1 | 2 | 3 | 4 | 5 | 6 | 7 | 8 | 9 | A | B | C | D | E | F |
| ------- | - | - | - | - | - | - | - | - | - | - | - | - | - | - | - | - |
| U+16AD0 | 𖫐 | 𖫑 | 𖫒 | 𖫓 | 𖫔 | 𖫕 | 𖫖 | 𖫗 | 𖫘 | 𖫙 | 𖫚 | 𖫛 | 𖫜 | 𖫝 | 𖫞 | 𖫟 |
| U+16AE0 | 𖫠 | 𖫡 | 𖫢 | 𖫣 | 𖫤 | 𖫥 | 𖫦 | 𖫧 | 𖫨 | 𖫩 | 𖫪 | 𖫫 | 𖫬 | 𖫭 |   |   |
| U+16AF0 | 𖫩𖫰 | 𖫩𖫱 | 𖫩𖫲 | 𖫩𖫳 | 𖫩𖫴 | 𖫵 |   |   |   |   |   |   |   |   |   |   |